# Eternity (Angel)
Eternity conocido en América Latina como La Eternidad y en España como Eternidad. Es el décimo séptimo episodio de la primera temporada de la serie de televisión estadounidense Ángel. Escrito por Tracey Stern y dirigido por Regis Kimble, el episodio se estrenó originalmente el 4 de abril de 2000. En este episodio Ángel se convierte en el guardaespaldas de una reconocida actriz llamada Rebecca Lowell quien se ve determinada a seducir a Ángel con tal de convencer al vampiro de engendrarla como una criatura de la oscuridad, ignorando que el vampiro se siente atraído por ella y que por lo tanto pone en peligro la estabilidad de su maldición. 

## Argumento
Luego de asistir a una obra de Cordelia, donde ni Wesley ni Ángel se atreven a confesarle que la actuación de su amiga es mediocre, el trío se topa con la famosa actriz Rebecca Lowell, la protagonista del cancelado programa "Por tu Cuenta", quien casi muere arrollada por un auto de no ser por intervención de Ángel. Al día siguiente Rebecca aparece en las oficinas de Investigaciones Ángel, donde trata de convencer al vampiro de protegerla. Pero Ángel la rechaza ante el descontento de Cordelia quien se ve determinada a ayudarla, ya que cree que la actriz la ayudará a conseguir la fama que tanto persigue. Por otra parte, Wesley se da cuenta de que Ángel está evadiendo a Rebecca porque le gusta.  Esa misma noche Rebecca es atacada en su hogar por una especie de asesino a sueldo, pero es detenido por Ángel quien pretendió no estar interesado en protegerla para despistar al asesino detrás de los ataques. Después de que la policía se retira de la casa de Rebecca, la actriz descubre fascinada que Ángel es un vampiro y accede a que el mismo se convierta en su guardaespaldas oficial.
Mientras trabaja protegiendo a Rebecca, Ángel descubre que los ataques dirigidos a la actriz no son más que trucos de publicidad organizados por su gerente Oliver Simon, cuyas motivaciones son resucitar la carrera actoral de Rebecca, ya que a la edad de la misma, los papeles le escasean. No obstante, Rebecca se inspira en las palabras de su gerente para tratar un terrible plan: convencer a su guardaespaldas de convertirla en un ser eterno e inmortal. Rebecca interroga a Cordelia sobre los gustos de Ángel y cita al mismo a una cena en Investigaciones Ángel, donde la actriz droga a Ángel con doximal para persuadirlo de convertirla en un vampiro. Sin embargo, la droga le produce a Ángel "felicidad perfecta", causando que pierda su alma y vuelva a ser Ángelus. Ángelus golpea a Rebecca y le deja ver su cara de vampiro.
Ángelus procede a divertirse y acosar a Rebecca, persiguiéndola por todo el apartamento, hasta que esta se encierra en el ascensor y abre un hueco para llegar a la planta inferior, donde es rescatada por Wesley y Cordelia. Wesley supone que, como la felicidad que proporciona la droga es "artificial" y no "perfecta", el alma de Ángel volverá cuando el efecto se pase. Sin embargo, en lo que esperan a que esto suceda, Ángelus corta la electricidad del edificio y embosca a Wesley, Cordelia y Rebecca, burlándose de sus dos amigos, especialmente de Cordelia por su falta de talento como actriz. Sin embargo, Cordelia revela que en realidad si sabe actuar cuando hace creer a Ángelus que el agua que lleva en las manos es agua bendita. Pese a que Ángelus no le cree, Cordelia lo rocía en la cara, y el vampiro se cubre creyendo que se está quemando. Wesley aprovecha esta distracción para arrojar a Ángelus por el hueco del ascensor, dejándolo inconsciente.
Al día siguiente, Ángel despierta encadenado en su cama y con su alma restaurada, y aunque en cierta forma se reconcilia con sus amigos por todo lo que les dijo siendo Ángelus, Cordelia admite que al menos Ángelus fue sincero con ella sobre su actuación, y tanto Wesley como Cordelia deciden dejar atado al vampiro.

## Elenco
- David Boreanaz como Ángel.
- Charisma Carpenter como Cordelia Chase.
- Alexis Denisof como Wesley Wyndam Pryce.

## Producción

### Redacción
La serie Ángel originalmente fue concebida para ser una antología, con el cliente siendo el centro emocional de cada episodio. Sin embargo, cuando la primera temporada salió exitosa, los escritores empezaron a centrarse en el desarrollo emocional de los personajes principales, reemplazándolo por su idea original. Como lo explica el productor Tim Minear: "Puedes tener una trama y un cliente interesante, pero es difícil crear simpatía de un personaje que solo aparece en un episodio". Este es el primer episodio que presenta el punto de vista de un personaje invitado. Pero "si te fijas en el final del episodio" dice Minear "se trata realmente de nuestros personajes, y al final del episodio la cliente ya no está. No hay ni un cameo de la actriz al final. Se trata de Ángel encadenado en la cama y Cordelia abandonándolo así". En las primeras versiones del guion, el centro emocional del episodio recaía solamente en Rebecca, hasta que el creador Joss Whedon decidió añadir el elemento de Ángel volviéndose malo. "Si este episodio se hubiera emitido en las cámaras anteriormente, creo que el episodio hubiera tenido un final diferente, con más énfasis en la actriz y su problema con Ángel", dice Minear.
Este episodio demuestra que "el momento de felicidad perfecta" que borra la maldición de Ángel no tiene que ser sexual. Tal como lo explica Wesley, cuando Ángel se convierte en Ángelus en el episodio Sorpresa, no porque tuvo sexo sino porque estaba con Buffy. "Es una línea delgada por la que camina" dice Minear. "Y si se aleja aunque sea un poco, existe el peligro de que destruya a las personas con las que está conectado".

### Continuidad
- Este episodio marca la primera aparición de Ángelus en el presente luego de lo acontecido en el final de la segunda temporada de Buffy (Becoming)
  - También es el único episodio en el que Ángelus hace aparición sin que haya un arco argumental al respecto durante la temporada.
- Cordelia demuestra que tiene un don para actuar bajo situaciones realmente necesarias.
- El gerente de Rebecca, Oliver Simon hizo un breve cameo en el episodio City of.